# Missiezusters Koningin der Apostelen
De Missiezusters Koningin der Apostelen (Societas Missionalis Sororum Reginae Apolostolorum, afkorting : SRA) is een rooms-katholieke missionaire vereniging opgericht in Wenen in 1923.
De Duitse jezuïet Antonius Maria Bodewig, die van 1872 tot 1876 als missionaris in India werkzaam was, wou reeds in 1892 een missionarissengenootschap oprichten. Zijn plannen ontvingen echter geen goedkeuring van de kerkelijke autoriteiten. Enkele jaren later verhuisde Bodewig met zijn niet-erkende genootschap naar Minderhout in België om zijn niet erkende genootschap voort te zetten.
In 1906 vertrok een groep van ongeveer veertig broeders en zusters vanuit Minderhout naar Wenen, waar broeder Paul Sonntag zich sterk inzette voor de promotie van de nieuwe zendingsvereniging. Vanaf 1909 gaf hij het zendingsblad Licht und Liebe uit. Sonntag kreeg hierbij steun van universiteitsprofessor Theodor Innitzer, met wiens hulp in 1916 in Wenen de Katholieke Missievereniging voor India werd opgericht. In 1923 verleende kardinaal Friedrich Gustav Piffl officiële goedkeuring aan de oprichting van de nieuwe congregatie, die voortaan bekendstond als Koningin der Apostelen. Daarmee werd de droom van Bodewig alsnog verwezenlijkt. Theodor Innitzer werd aangesteld als eerste algemene overste, een positie die hij bekleedde tot zijn benoeming in 1932 tot aartsbisschop van Wenen.
In 1925 werd de congregatie verdeeld in een mannelijke en een vrouwelijke tak. In 1927 reisden de eerste leden van de orde naar India om hun missie daar voort te zetten. Op 9 april 1954 werd de mannelijke tak officieel opgeheven.
Het moederhuis van de vrouwelijke congregatie werd gevestigd in Wenen. In 1939 werden de eerste Indiase zusters toegelaten tot de orde. In 1949 ontvingen de missionarissenzusters pauselijke erkenning. Sinds 1965 zijn Indiase zusters actief in Europa. Op 27 september 2000 werd zuster Callista Panachickel verkozen tot algemene overste, als eerste Indiase vrouw in deze functie.
Naast Oostenrijk bevinden de meeste vestigingen van de congregatie zich in India, met enkele locaties in Duitsland en Italië. Sinds 1983 is de gemeenschap ook actief op de Filippijnen en vanaf 1992 in Slowakije. Het Belgische huis moest in 2001 worden gesloten.
Wereldwijd maken ruim 800 zusters deel uit van deze congregatie.
In het buitenland richt de congregatie zich voornamelijk op het beheer van sociale instellingen en scholen. In Europa zijn de zusters voornamelijk actief in de gezondheidszorg en in kleuterscholen.
Namen van congregaties lijken soms sterk op elkaar: de Missiezusters Koningin der Apostelen richt zich op Indië terwijl Missiezusters van Onze-Lieve-Vrouw van de Apostelen  een andere congregatie is die zich richt op Afrika. 